# Butanoate de pentyle
Le butanoate de pentyle est l'ester de l'acide butanoïque et du pentanol utilisé comme arôme dans l'industrie alimentaire et la parfumerie.